# Cheiridium nepalense
Cheiridium nepalense är en spindeldjursart som beskrevs av Bozidar P.M. Curcic 1980. Cheiridium nepalense ingår i släktet Cheiridium och familjen dvärgklokrypare. Inga underarter finns listade i Catalogue of Life.